# Alga dels vidriers
|  | «Posidònia» redirigeix aquí. Vegeu-ne altres significats a «Posidònia (desambiguació)». |

L'alga dels vidriers, altina o posidònia (Posidonia oceanica) és una planta aquàtica del gènere Posidonia endèmica de la Mediterrània. Encara que es refereix a ella com una alga, biològicament parlant no és pas una alga sinó una planta superior amb arrel, tija, fulles, flors i fruits. Les restes de posidònia a les platges són una indicació de la seva presència al fons marí.
Posidonia oceanica es reprodueix asexualment generant clons. Un sol exemplar de posidònia s'ha comprovat que s'estén al llarg de 15 km i pot tenir una massa de més de 6.000 tones, amb una edat estimada de 100.000 anys, cosa que en faria l'organisme viu més vell del món.

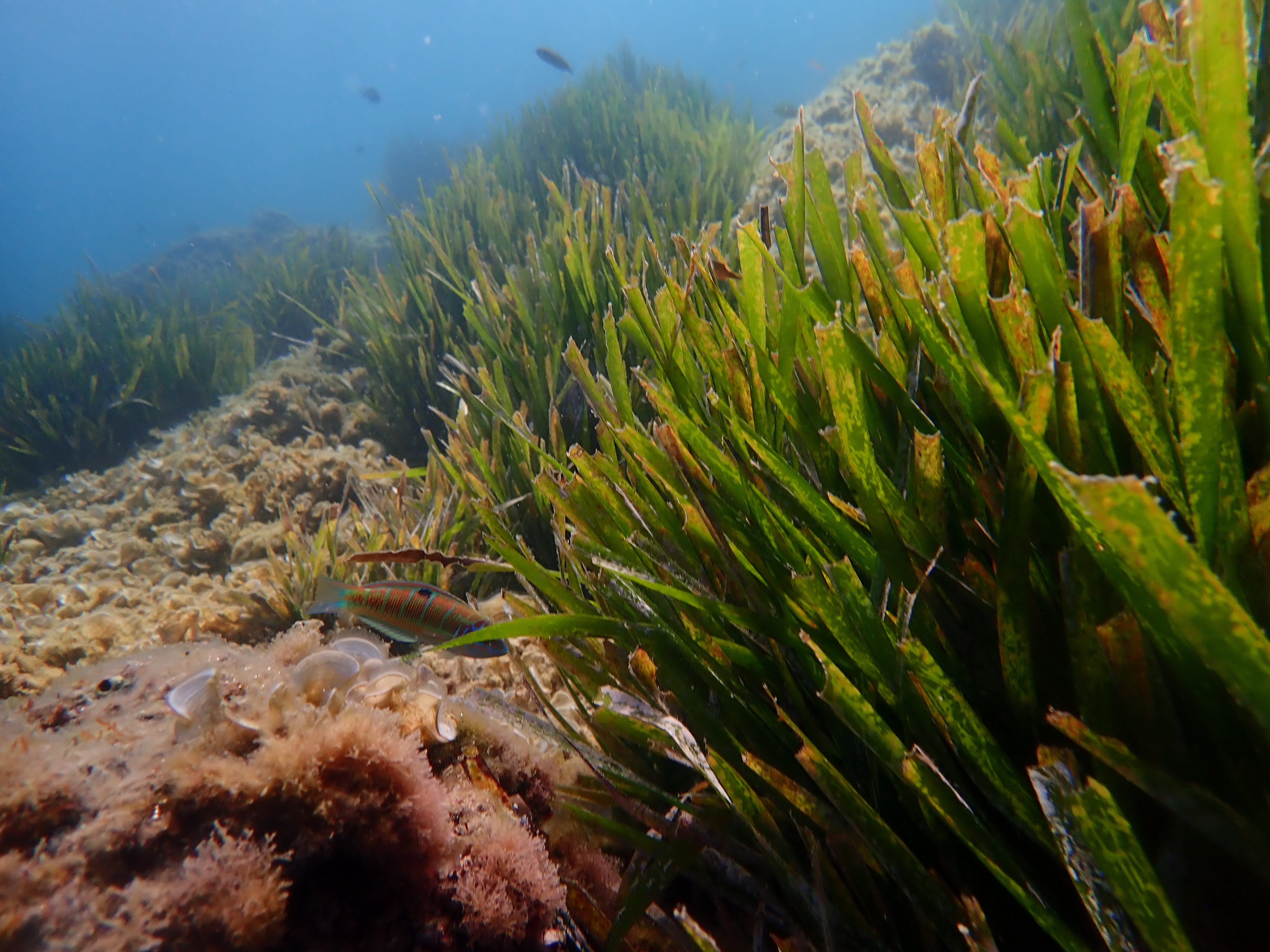
Praderia de Posidonia oceanica

## Descripció
La posidònia és una planta aquàtica que viu als fons marins, fins a uns 40 m de fondària; les tiges són subterrànies en forma de rizomes, horitzontals o verticals, que poden arribar a fer diversos decímetres de gruix, a l'extrem de cada rizoma surt un feix de fulles, que són llargues i amb forma de cinta, d'un cm d'ample per uns 50 cm o més de llarg, amb nervis paral·lels i àpex arrodonit; a la tardor perd part de les fulles. La floració no és periòdica i no es coneixen amb precisió els mecanismes que la regulen, les flors, de color verdós, són inflorescències en forma d'espiga protegides per bràctees i situades sobre un llarg peduncle, sense calze ni corol·la, amb tres estams que produeixen un pol·len viscós i filamentós que pot ser transportat pels corrents cap als pistils d'altres plantes. El fruit és una baia de color verd i forma semblant a una oliva que conté una llavor i rep el nom d'oliva de mar; la disseminació es fa gràcies al fet que el fruit sura mentre la polpa, el pericarp, no es descompon i pot ser transportat per l'onatge. Té una taxa de creixement horitzontal molt lenta, de només 1 a 2 cm per any. A herbassars nous, aquesta taxa pot augmentar fins a 5 a 6 cm per any.
És un bon indicador biològic ja que presenta totes les característiques d'aquests: és una espècie bentònica, presenta un llarg cicle de vida, està àmpliament estesa per tot el Mediterrani, té una gran capacitat de concentració de substàncies contaminants en els seus teixits i és molt sensible als canvis ambientals.

## Hàbitat

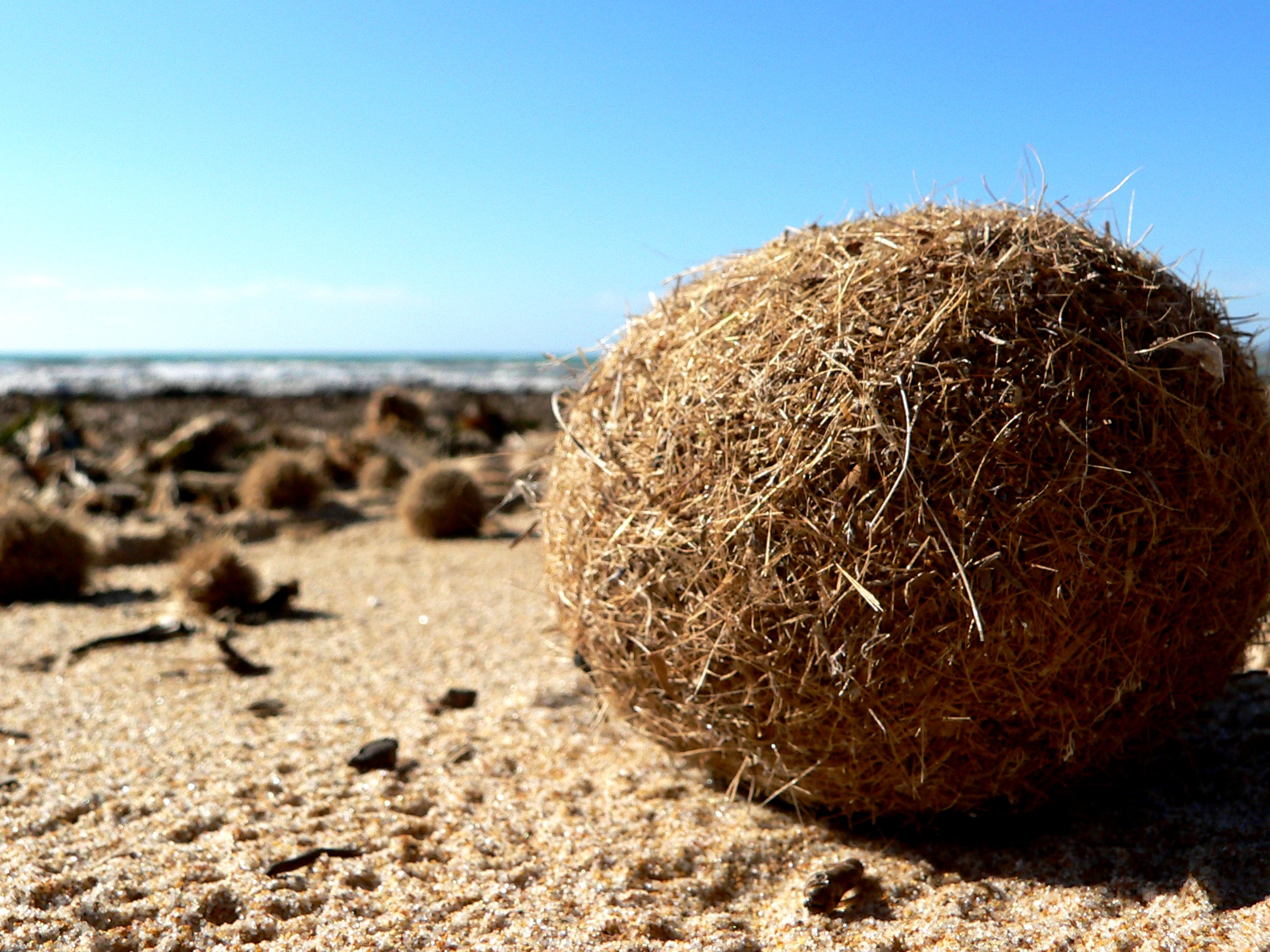
Boles de fibres en una platja que indiquen la presència d'una praderia de posidònia.

Les praderies de posidònia, també anomenades herbeis, ocupen els fons marins extensos, sobre les quals es desenvolupa un ecosistema molt ric en biodiversitat al qual proporciona substrat i refugi. El límit superior de les praderies està determinat per l'onatge, que trenca la planta, per això només en algunes cales protegides poden arribar a la superfície; el límit inferior el determina la presència de llum, per això només en aigües molt netes i transparents poden aparèixer fins al 80 m, però habitualment acostuma a estar entre els 30 i els 40 metres. Arrela preferentment en sòls sorrencs i també sobre fangosos o rocosos, però sempre amb presència de matèria orgànica. Els rizomes fixen la sorra i per això tenen un paper important en la formació i creixement de les platges. No suporta els canvis sobtats de la salinitat ni la contaminació, de manera que la presència de praderies de posidònia és sinònim de bona qualitat de l'aigua.

## Regressió
Des de finals dels anys 50 del segle xx les praderies de posidònia estan en procés de regressió, malgrat els intents de protecció la contaminació de l'aigua deguda a l'abocament d'aigües residuals, residus industrials, fertilitzants (que causen eutrofització) i escombraries entre d'altres, la pesca d'arrossegament, el busseig, el dragat dels fons o l'ancoratge de vaixells esportius són les principals amenaces. A més, la construcció de dics i altres barreres modifica la sedimentació.
Des de l'inici del segle xxi les praderies també es veuen amenaçades per la competència de tres algues tropicals alliberades accidentalment a la Mediterrània, Caulerpa taxifolia, Caulerpa cylindracea i Caulerpa racemosa. Tenen un creixement ràpid i en formar un tapís gruixut aniquilen la posidònia i gorgònies, les quals són molt vulnerables.

## Usos
La gran majoria dels usos tradicionals s'han perdut i les fulles ja no són recollides. Molts banyistes consideren les restes de fulles, rizomes i boles com a brutícia desagradable, ja que tenen una forta olor. Tot i això, no tenen cap impacte negatiu en la qualitat higiènica de les platges o de l'aigua.
- Embalatge de protecció per al transport de materials delicats com el vidre.
- Insecticida contra les xinxes en matalassos i coixins[12]
- Planta medicinal per les seves propietats astringents i desinfectants[12]
- Substitutiu de la palla en la fabricació de maons de fang
- Farratge, aliment dels animals (fulles i fruits).
- Llit o jaç per als animals de granja, en substitució de la palla
- Esmena orgànica per aplicar al camp
- Element per a la construcció de cobertes per a cases de terrat pla tradicional a Eivissa